# Plagiognathidea
Plagiognathidea is een geslacht van wantsen uit de familie van de Miridae (Blindwantsen). Het geslacht werd voor het eerst wetenschappelijk beschreven door Bertil Robert Poppius in 1914.

## Soorten
Het genus bevat de volgende soorten:

- Plagiognathidea aervae (Lindberg, 1958)
- Plagiognathidea flavescens Linnavuori, 1975
- Plagiognathidea grisescens Poppius, 1914
- Plagiognathidea minuta Linnavuori, 1975
- Plagiognathidea simplex Linnavuori, 1975